# Xã Cathay, Quận Wells, Bắc Dakota
Xã Cathay (tiếng Anh: Cathay Township) là một xã thuộc quận Wells, tiểu bang Bắc Dakota, Hoa Kỳ. Năm 2010, dân số của xã này là 56 người.